# Markea antioquiensis
Markea antioquiensis ist eine Pflanzenart aus der Gattung Markea innerhalb der Familie der Nachtschattengewächse.

## Beschreibung

### Vegetative Merkmale
Markea antioquiensis wächst als epiphytischer Strauch, als halbepiphytische Liana oder als bis zu zwei Meter hoch werdendes kleines Bäumchen. Die Stängel sind fleischig, biegsam und unbehaart, an älteren Stängeln bildet sich eine dünne, papierartige Borke, die orange-grün trocknet. Die Laubblätter stehen in Büscheln aus etwa sechs Blättern. Ihre Blattspreite ist elliptisch bis eiförmig, (selten nur 4) 10 bis 25 Zentimeter breit und (selten nur 8) 10 bis 45 Zentimeter lang. Die Oberseite ist unbehaart, die Unterseite ist fein mit kurzen, papipllösen, möglicherweise drüsigen und bräunlich trocknenden Trichomen von 0,02 Millimeter Länge besetzt. Die Blattspreite besitzt sechs oder sieben Paar Blattadern, die auf der Unterseite braun trocknen. Die Basis ist abgeschnitten bis gerundet, nach vorn sind die Blattspreiten spitz, die äußerste Spitze ist etwas zugespitzt. Die Blattstiele werden 1,5 bis 6 Zentimeter lang und sind unbehaart.

### Blütenstände und Blüten
Die Blütenstände sind achselständige, trauben-ähnliche, meist unverzweigte Zymen mit einer Länge von 4 bis 10 Zentimeter. Sie enthalten für gewöhnlich zwischen vier und zehn Blüten. Die Achsen der Blütenstände sind unbehaart oder mit wenigen, verstreuten, zur Spitze hin etwas dichter werdenden, einreihigen, aus zwei oder drei Zellen bestehenden Trichomen von 1 Millimeter Länge behaart. An jeder Blüte stehen zwei linealische, nur selten behaarte, nebenblattartige Brakteen mit einer Länge von 0,7 bis 1 Zentimeter, die jedoch bald abgeworfen werden.
Die Knospen sind langgestreckt, die Knospendeckung der Krone ist cochlear, die der Kelchblätter valvat. Der Kelch ist zur Blütezeit auf etwa 1/2 der Länge gespalten, die Verwachsungsstellen der Kelchblätter gehen an der Basis flügelartig in den Blütenstiel über. Die Kelchlappen sind elliptisch, 1,5 bis 3 Zentimeter breit und 5 bis 7 Zentimeter lang, die Enden sind gerundet und weisen eine kleine zugespitzte Spitze auf. Die Farbe des Kelches ist weiß oder cremefarben, er weist eine hervortretende Aderung auf und ist häutig und aufgeblasen. Er ist mit Trichomen besetzt, die denen der Laubblätter gleichen. Der Blütenstiel ist 1 bis 1,5 Zentimeter lang und ist mit einer ähnlichen Behaarung wie die des Kelches versehen. Die Krone ist 7 bis 9 Zentimeter lang, trichterförmig und bis auf die rötlich-purpurnen Kronlappen und die purpurne Basis der Kronröhre cremefarben. Etwa 1 Zentimeter oberhalb der Basis verbreitert sie sich plötzlich und geht dann gleichmäßig in die Kronlappen über, wobei die distale Seite etwas mehr ausgeweitet ist. Die Kronröhre ist 6 bis 8 Zentimeter lang, die Kronlappen sind gerundet, unbehaart und 1 bis 1,5 × 1 bis 2 Zentimeter groß.
Die Staubfäden setzen etwa 1,2 Zentimeter über der Basis der Kronröhre an, sie sind 2,5 bis 3 Zentimeter groß und sind nur mit sehr wenigen (meist in etwa vier) einreihigen Trichomen an der Ansatzstelle zur Kronröhre behaart. Die Staubbeutel sind langgestreckt, 1,8 bis 2,3 Zentimeter lang und 1,5 Millimeter breit. Der Staubfaden setzt an der Basis der Staubbeutel an. Der Fruchtknoten ist konisch, unbehaart und mit einem großen, violetten Blütenboden versehen. Der Griffel ist 4,5 bis 5 Zentimeter lang und verbreitert sich plötzlich zur unbehaarten, köpfchenförmigen Narbe.

### Früchte und Samen
Die Frucht ist eine elliptische Beere, die 3,5 bis 4 Zentimeter lang und etwa 2 Zentimeter breit ist. Zur Reife ist sie grün oder gelblich-grün gefärbt. Das Perikarp trocknet zu einer dünnen, papierartigen und durchscheinenden Hülle ein. Die Früchte enthalten etwa 100 rechteckige Samen mit einer Größe von 3 bis 3,5 × 1,5 bis 2 Millimeter. Sie sind orange-gelb gefärbt, die Samenoberfläche besteht aus quadratischen bis rechtwinkligen Vertiefungen, das Hilum befindet sich am Ende des Samens.

## Vorkommen
Die Art findet sich in prämontanen Wäldern des nordwestlichen Kolumbiens an den Westhängen der Cordillera Occidental in Höhenlagen zwischen 1300 und 2000 Metern.

## Systematik und botanische Geschichte
Markea antioquiensis wurde 1998 von Sandra Knapp erstbeschrieben. Zuvor wurden Herbarbelege unterschiedlichen Pflanzenarten zugeordnet, unter anderem auch aus der Familie der Enziangewächse (Gentianaceae). Die Art ähnelt am meisten Markea pilosa, unterscheidet sich von ihr jedoch durch die unbehaarten Blätter, Blütenstandsachsen mit ebenfalls nur spärlichen Trichomen und den deutlich größeren Kelchlappen. Das Epitheton bezieht sich auf die kolumbianische Provinz Antioquia, aus der die gesammelten Exemplare der Art stammten.